# Нандор Паулус
Нандор Паулус (угор. Paulusz Nándor, також відомий як Нандор Паль, 15 жовтня 1899, Уйпешт, Будапешт — 29 січня 1962, Будапешт) — угорський футболіст, що грав на позиції правого крайнього нападника. Відомий виступами, зокрема, за клуб «Уйпешт», а також національну збірну Угорщини.

## Клубна кар'єра
Народився в одному з пригородів Будапешта — Уйпешті. Виступав у місцевій футбольній команді УРАК, що грала у другому футбольному дивізіоні.
У 1919 році перейшов до складу однієї з провідних команд країни — «Уйпешта». Дебютував у сезоні 1919–1920 і грав до сезону 1924–1925. Виступав на позиції правого крайнього нападника. Його партнерами по лінії нападу клубу були Йожеф Шаллер, Іштван Прібой, Реже Сідон, Лайош Коша, Йожеф Єсмаш та інші.
З командою двічі ставав срібним призером чемпіонату Угорщини і двічі бронзовим призером.
Фіналіст кубка Угорщини 1922 року, коли «Уйпешт» у вирішальному матчі поступився «Ференцварошу» з рахунком 0:1 і 1923 року, коли «Уйпешт» у вирішальному матчі поступився МТК з рахунком 1:4.
Загалом у складі «Уйпешта» зіграв у чемпіонаті 89 матчів і забив 18 голів.

## Виступи за збірну
15 червня 1922 року дебютував в офіційних матчах у складі національної збірної Угорщини в грі проти збірної Швейцарії (1:1).
Загалом зіграв у складі головної команди країни матчів у 1922—1923 роках 8 матчів, один з яких проти збірної Німеччини не входить до офіційного реєстру ФІФА.
Також у 1922 році зіграв один матч у складі збірної міста Будапешт проти збірної Берліна, що завершився перемогою угорців з рахунком 4:2.
Помер 29 січня 1962 року на 63-му році життя у місті Будапешт.

## Досягнення
- Срібний призер Чемпіонату Угорщини: (2)

«Уйпешт»: 1920–1921, 1922–1923
- Бронзовий призер Чемпіонату Угорщини: (2)

«Уйпешт»: 1921–1922, 1923–1924
- Фіналіст Кубка Угорщини: (3)

«Уйпешт»: 1922, 1923

### Статистика виступів за збірну
| Дата       | Місто     | Господарі | Результат | Гості     | Турнір           | Голи | Примітки |
| ---------- | --------- | --------- | --------- | --------- | ---------------- | ---- | -------- |
| 15/06/1922 | Будапешт  | Угорщина  | 1 – 1     | Швейцарія | товариський матч | -    |          |
| 02/07/1922 | Бохум     | Німеччина | 0 – 0     | Угорщина  | товариський матч | -    |          |
| 09/07/1922 | Стокгольм | Швеція    | 1 – 1     | Угорщина  | товариський матч | -    |          |
| 13/07/1922 | Гельсінкі | Фінляндія | 1 – 5     | Угорщина  | товариський матч | -    |          |
| 28/08/1922 | Будапешт  | Німеччина | 3 – 5     | Угорщина  | товариський матч | -    | неоф.    |
| 24/09/1922 | Відень    | Австрія   | 2 – 2     | Угорщина  | товариський матч | -    |          |
| 26/11/1922 | Будапешт  | Угорщина  | 1 – 2     | Австрія   | товариський матч | -    |          |
| 23/09/1923 | Будапешт  | Угорщина  | 2 – 0     | Австрія   | товариський матч | -    |          |
| Усього     |           | Матчів    | 7         |           | Голів            | 0    |          |